# 阿达姆普尔
阿达姆普尔（Adampur），是印度旁遮普邦賈朗達爾縣的一个城镇。总人口16620（2001年）。

## 人口
该地2001年总人口16620人，其中男性8652人，女性7968人；0—6岁人口2007人，其中男1119人，女888人；识字率76.10%，其中男性为78.77%，女性为73.19%。